# Sierra Bermeja

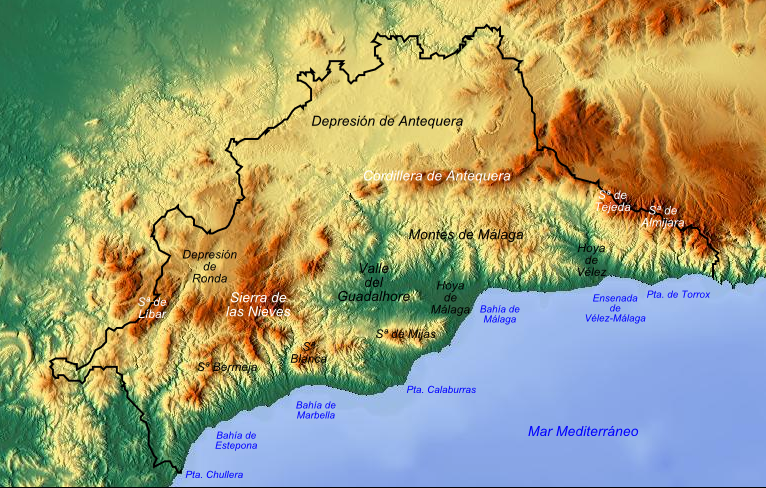
Topografische Karte der Provinz Málaga; die Sierra Bermeja liegt im Südwesten.

Die Sierra Bermeja (arabisch Jbel al-Hamra = „roter Berg“) ist ein über 1000 m hoher Bergstock in der Provinz Málaga in der Autonomen Region Andalusien im Süden Spaniens; sie bildet den südlichsten Teil der Serranía de Ronda und somit den Übergang zur Costa del Sol. Nach Norden schließt sich die gut 1900 m hohe Sierra de las Nieves an.

## Geografie
Die Sierra Bermeja besteht im Wesentlichen aus Peridotit, einem mineralreichen Gestein vulkanischen Ursprungs. Höchste Erhebung ist der ca. 1452 m hohe Pico Reales. Im Bergmassiv entspringen zahlreiche Bäche (arroyos oder gargantas), die jedoch in den regenarmen Sommermonaten regelmäßig trockenfallen; sie münden entweder im Mittelmeer oder im nordwestlich verlaufenden Río Genal.

## Charakteristisches
Die Sierra Bermeja ist größtenteils von ausgedehnten Wäldern (Korkeichen, Pinsapo) bedeckt und kaum besiedelt, so dass im Jahr 2007 die Einrichtung eines Naturparks erfolgte; größter Ort ist die ca. 10 km südwestlich gelegene Kleinstadt Casares mit etwa 6000 Einwohnern. Die knapp 15 km südöstlich gelegene Küstenstadt Estepona bildet zumeist den Ausgangspunkt für Tagesausflügler, aber auch von den Bergdörfern im Tal des Río Genal (z. B. von Jubrique) ist das Gebiet gut zu erreichen.

## Einzelnachweise

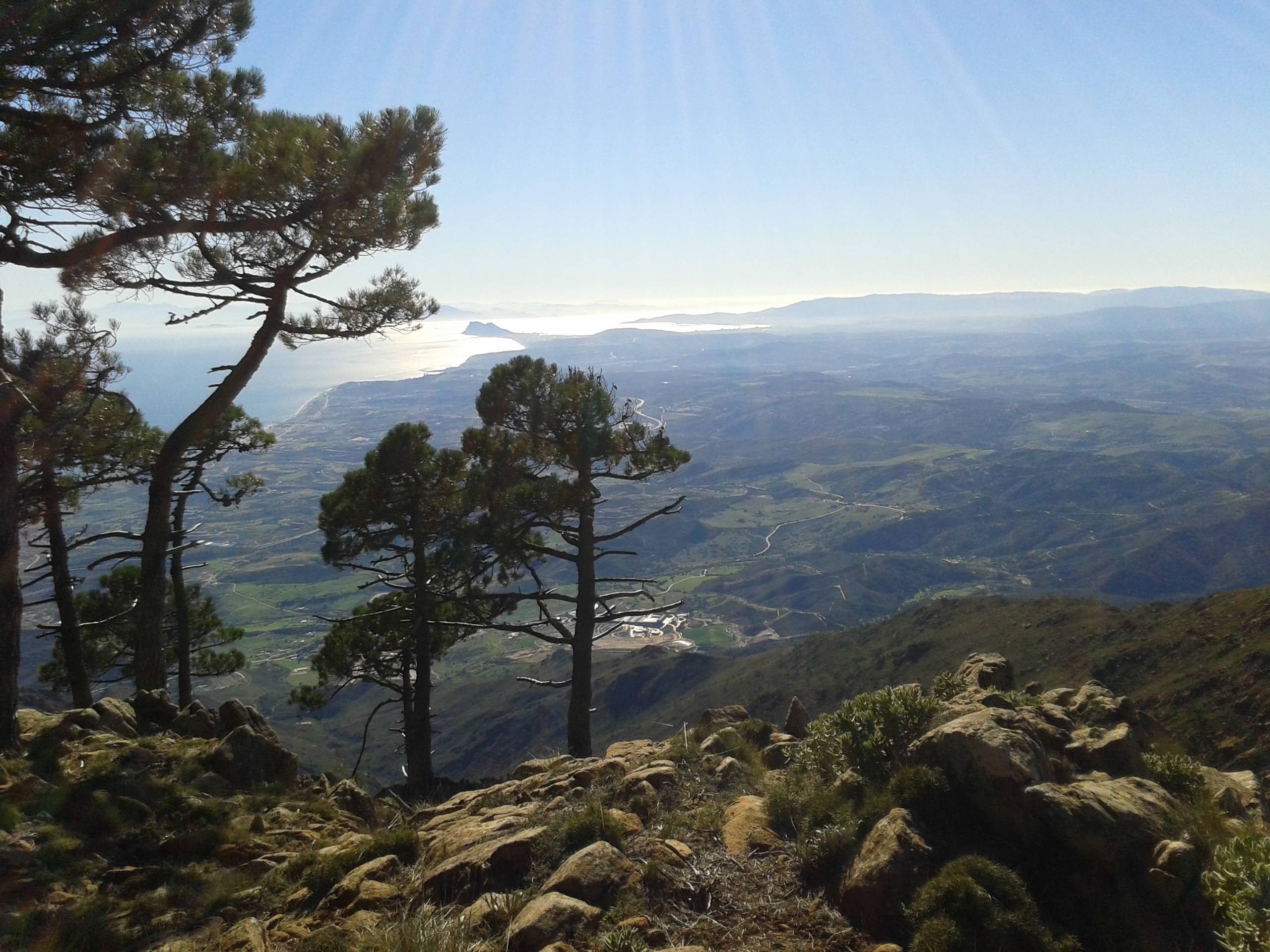
Blick vom Berg Los Reales auf das Mittelmeer mit dem Felsen von Gibraltar und der marokkanischen Küste im Hintergrund